# Spreewaldkrimi: Der Tote im Spreewald
Der Tote im Spreewald ist ein deutscher Fernsehfilm von Christian von Castelberg aus dem Jahr 2009. Der zweite Film aus der Kriminalfilmreihe Spreewaldkrimi hatte am 29. Juni 2009 auf dem Filmfest München seine Premiere und wurde am 26. Oktober 2009 im ZDF erstausgestrahlt.

## Handlung
Im Spreewald wird die Leiche von Daniel Bartko entdeckt. Er war augenscheinlich in ein von polnischen Wilderern ausgelegtes Schlageisen getreten, ist dann ins Fließ gefallen und ertrunken. Seine Frau hatte ihn vor vier Tagen als vermisst gemeldet und nun muss Kriminalkommissar Thorsten Krüger ihr die Nachricht vom Tod ihres Mannes überbringen. Er trifft die junge Frau relativ geistesabwesend an und sie scheint nicht übermäßig überrascht zu sein. Bei der Obduktion wird festgestellt, dass Bartko zwar ertrunken ist, doch wurde ihm das Eisen erst später angelegt.
Nach Krügers Ermittlungen hatte sich Bartko nicht nur mit polnischen Pelztierjägern angelegt, sondern auch mit den Einheimischen. Als gebürtiger Sorbe verwahrte er sich gegen die Vermarktung der letzten heimischen Werte und machte sich damit viele Feinde. Auch in seiner Ehe fand er nicht das rechte Glück, weil ihn sein Schwiegervater immer wieder damit verhöhnte, dass er nichts fertig kriegen würde und eigentlich nicht gut genug für seine Tochter wäre. Am Ende wollte Bartko seine schwangere Frau sogar für eine Polin verlassen, in der er die wahre Liebe gefunden glaubte.
Noch während sich Kommissar Krüger ein Bild von den Umständen macht, unter denen Daniel Bartko lebte und auch litt, wird im Hochwald auf seinen Schwiegervater geschossen. Bodo Tankmann ist Revierförster und in Ausübung seiner Tätigkeit war er auf einen Wilderer gestoßen. Bei dem Feuergefecht wird Tankmann schwer verletzt und der polnische Wilderer getötet. Nachdem Tankmann das Bewusstsein wiedererlangt, gibt er zu, dass er seinen Schwiegersohn daran hindern wollte, seine werdende Familie einfach so zu verlassen. Im Streit hatte er ihn niedergeschlagen und dann im Fließ ertränkt. Mit dem Schlageisen wollte er den Verdacht auf die Wilderer lenken.

## Hintergrund
Die Dreharbeiten erfolgten unter dem Arbeitstitel Die Stunde der Nutria im Spreewald, in Słubice und in Berlin.

## Rezeption

### Einschaltquote
Die Erstausstrahlung von Der Tote im Spreewald am 26. Oktober 2009 wurde in Deutschland von 5,40 Millionen Zuschauern gesehen und erreichte einen Marktanteil von 16,4 Prozent für das ZDF.

### Kritik
Rainer Tittelbach von tittelbach.tv meinte: „‚Der Tote im Spreewald‘ beginnt wie ein Krimi, doch die Rätsel, die einem der Film aufgibt, sind andere als die, die um die Mödersuche kreisen. Die menschlichen Dramen überdecken den Krimi wie der Schnee die Landschaft des Spreewaldes und sie verdichten sich zu einer Allegorie auf die Zeit nach der Wende.“ „Dieser ZDF-Fernsehfilm ist der ultimative Herbstfilm. Alles kreist um das Thema Abschiednehmen. Der Winter als Handlungszeit erweitert die Metaphorik: Es geht um emotionales Vereist-Sein und um zaghafte Versuche des Auftauens.“
Kino.de schrieb: „Die Tonart des Filmes ist meist düster-mystisch, der Märchenwald an der Spree ist dafür die perfekte Kulisse; kontrastierend wird die Vergangenheit in weichen Sommerfarben gezeigt. Der Regisseur und sein Kameramann Martin Farkas finden dafür faszinierende Bilder, in denen sie teilweise mit Überblendungen arbeiten. Musik und Sounddesign sowie viele Dialoge unterstreichen den Eindruck des märchenhaft-poetischen.“
Die Kritiker der Fernsehzeitschrift TV Spielfilm meinten: „Der Spreewald als schwermütiges Seelenlabyrinth: Mit dem gut in Lokalgeschichte und Landschaft geerdeten Rückblendenpuzzle setzt Autor Thomas Kirchner seine TV-Perle ‚Das Geheimnis im Moor‘ (2006) fort. 2011 folgten ‚Die Tränen der Fische‘.“ Fazit: „Poetischer Winterkrimi mit starkem Ensemble.“
Auch Josef Seitz bei Focus.de machte nicht viele Worte und schrieb: „Bei all den Kochshows und Supertalenten und TV-Testern kann man als Zuschauer schon mal vergessen, dass Fernsehen auch gut sein kann. Richtig gut, wie der Krimi ‚Der Tote im Spreewald‘“.

## Buchausgabe
Das Drehbuch ist im Frühjahr 2022 als Teil der Gesamtausgabe der Spreewaldkrimi-Drehbücher von Thomas Kirchner als Buch erschienen. Eine Besonderheit ist dabei, dass die gedruckte Version der ursprünglichen Intention des Autors folgt und insofern Abweichungen von der filmischen Umsetzung enthalten kann.